# Драган Милин
Драган Милин (Шабац, 12. јул 1946) је протојереј-ставрофор Српске православне цркве, православни теолог, филозоф и лингвиста, вишедеценијски професор Старог Завета на Православном богословском факултету у Београду.

## Биографија
Рођен је на Петровдан у Шапцу од оца Лазара, тадашњег ђакона, и мајке Оливере, рођене Ивановић. Основну школу и Пету београдску гимназију завршио је у Београду.
Завршио је Богословски и Филозофски факултет (Одсек за историју уметности), а затим се усавршавао у Швајцарској (1970/71. и 1976/77). Од 1978. г. радио је на Богословском факултету, најпре као асистент, затим доцент (1981. г), ванредни (1991. г) и редовни професор (1997. г). Академску 1986/87. годину провео је у САД где је био постављен за декана новоотвореног истуреног одељења Богословског факултета (Либертивил).
Деветогодишњим трудом начинио је превод Старог завета са старојеврејског језика и његов превод штампало је Библијско друштво Србије 2021. године. Био је један од потписника „Петиције за ревизију изучавања теорије еволуције” (2017).